# Pteris fraseri
Pteris fraseri är en kantbräkenväxtart som beskrevs av Georg Heinrich Mettenius och Oskar Kuhn. Pteris fraseri ingår i släktet Pteris och familjen Pteridaceae. Inga underarter finns listade.